# Alex Magallanes
Alex Magallanes (Lima, 1º marzo 1974) è un ex calciatore peruviano, di ruolo centrocampista.

## Carriera

### Nazionale
Ha partecipato alla Copa América 1995 ed alla Copa América 1997.

## Palmarès

### Club

#### Competizioni nazionali
- Campionato peruviano: 3

Sporting Cristal: 1994, 1995, 1996